# 春木博
春木 博（はるき ひろし、1917年または1918年 - 1997年9月13日）は、日本の数学者。大阪大学で数学の修士号および博士号を取得し、教鞭をとる。1966年より退官する1986年までカナダのウォータールー大学教授。また、この大学のコンピュータサイエンス学部創立者の一人であった。
専門は微分幾何学や微分方程式論だが、初等平面幾何学の「春木の定理」の発見者として、世界的には著名。
春木の定理は、欧米の高校生向けの本に頻出する。日本国内ではあまり知られていない。
1997年9月13日、心臓麻痺のため79歳で死去。